# Bill Heck
Bill Heck (* 1978 in Phoenix, Arizona) ist ein US-amerikanischer Schauspieler.

## Leben und Karriere
Bill Heck stammt aus Phoenix in Arizona. Im Alter von zehn Jahren zogen seine Eltern mit ihm nach Libertyville, einem Vorort von Chicago. Dort besuchte er die Libertyville High School und trat dem dortigen Schultheater bei, in einer Zeit, in der er aufgrund von Einsamkeit und schlechten Verhaltens einige Schwierigkeiten hatte.
Nach dem Abschluss studierte an der University of Evansville in Indiana, die er mit einem Bachelor of Fine Arts abschloss. Es folgte ein Master of Fine Arts von der Tisch School of the Arts der New York University. Anschließend trat Heck auf den Bühnen des New Yorker Off-Broadways sowie einigen weiteren lokalen Theatern auf, bevor er für einige Jahre nach Los Angeles an die Westküste zog. Dort gelang es ihm, für verschiedene Gastrollen in US-Serien besetzt zu werden, darunter Numbers – Die Logik des Verbrechens, Navy CIS, CSI: NY, The Closer, Medium – Nichts bleibt verborgen, Without a Trace – Spurlos verschwunden und The Unit – Eine Frage der Ehre. 2009 spielte er als Simon in Nonames erstmals eine Rolle in einem Film.
Nach Auftritten in The Big C, Person of Interest und Elementary, wurde 2014 für die kleine Rolle eines Kampfpiloten im Film The Amazing Spider-Man 2: Rise of Electro besetzt. Im selben Jahr spielte er als Agent Gregg James eine der Hauptrollen der Serie Taxi Brooklyn, die nach einer Staffel bereits wieder eingestellt wurde. In der Folge war er in den Serien The Americans, The Leftovers, Mercy Street, Sleepy Hollow und The Alienist – Die Einkreisung zu sehen. 2018 übernahm er in dem Episodenfilm The Ballad of Buster Scruggs von Ethan und Joel Coen als Billy Knapp eine Nebenrolle an der Seite von Zoe Kazan und Grainger Hines. 2020 übernahm er als Rendell Locke eine zentrale Rolle in der Serie Locke & Key.
Heck ist seit 2011 mit der Theaterschauspielerin Maggie Lacey verheiratet, mit der er mindestens ein Kind hat. Parallel zu seiner Arbeit vor der Kamera tritt er weiterhin regelmäßig am Theater auf, darunter zwischen 2014 und 2015 im Musical Cabaret in der Hauptrolle. 2010 wurde er für seine Rolle im Stück The Orphans’ Home Cycle für einen Drama Desk Award nominiert.

## Filmografie (Auswahl)
- 2007: Numbers – Die Logik des Verbrechens (Numb3rs, Fernsehserie, Episode 4x03)
- 2007: Navy CIS (NCIS, Fernsehserie, Episode 5x06)
- 2007: CSI: NY (Fernsehserie, Episode 4x09)
- 2007: The Closer (Fernsehserie, 2 Episoden)
- 2008: Medium – Nichts bleibt verborgen (Medium, Fernsehserie, Episode 4x10)
- 2009: Without a Trace – Spurlos verschwunden (Without a Trace, Fernsehserie, Episode 7x16)
- 2009: The Unit – Eine Frage der Ehre (The Unit, Fernsehserie, Episode 4x18)
- 2010: Nonames
- 2011: The Big C (Fernsehserie, Episode 2x10)
- 2011–2012: Pan Am (Fernsehserie, 2 Episoden)
- 2012: Person of Interest (Fernsehserie, Episode 1x11)
- 2012: Elementary (Fernsehserie, Episode 1x02)
- 2013: Pit Stop
- 2014: The Amazing Spider-Man 2: Rise of Electro (The Amazing Spider-Man 2)
- 2014: Taxi Brooklyn (Fernsehserie, 12 Episoden)
- 2014–2015: The Leftovers (Fernsehserie, 3 Episoden)
- 2015: The Americans (Fernsehserie, 2 Episoden)
- 2016: Mercy Street (Fernsehserie, 2 Episoden)
- 2016: Feed the Beast (Fernsehserie, Episode 1x07)
- 2017: Sleepy Hollow (Fernsehserie, Episode 4x07)
- 2018: 1985
- 2018: Instinct (Fernsehserie, Episode 1x02)
- 2018: The Alienist – Die Einkreisung (Fernsehserie, 3 Episoden)
- 2018: The Ballad of Buster Scruggs
- 2019: Ray Donovan (Fernsehserie, Episode 7x07)
- 2020: Little America (Fernsehserie, Episode 1x04)
- 2020: Locke & Key (Fernsehserie)
- 2020: I’m Your Woman
- 2021: Ich weiß, was du letzten Sommer getan hast (Fernsehserie)
- 2022: The Old Man (Fernsehserie)